# Metal Will Stand Tall
Metal Will Stand Tall som släpptes den 10 maj 2006 är det svenska rockbandet The Poodles debutalbum. Med på albumet finns bland annat hiten Night of Passion som kom på fjärde plats i den svenska Melodifestivalen 2006 och Metal Will Stand Tall.

## Låtlista
| Nr  | Titel                                            | Låtskrivare                                                   | Längd |
| --- | ------------------------------------------------ | ------------------------------------------------------------- | ----- |
| 1.  | "Echoes from the Past"                           | Jakob Samuel, Pontus Norgren, Chris Goldsmith                 | 4:10  |
| 2.  | "Metal Will Stand Tall"                          | Samuel, Jonas Reingold                                        | 3:21  |
| 3.  | "Night of Passion"                               | Robert Olausson, Sonja Aldén, Matti Alfonzetti, Johan Lyander | 2:55  |
| 4.  | "Song for You"                                   | Samuel                                                        | 4:42  |
| 5.  | "Shadows"                                        | Young, Aleena Gibson, Olausson                                | 3:01  |
| 6.  | "Lie to Me"                                      | Tommy Denander, Holly Knight                                  | 3:33  |
| 7.  | "Rockstar"                                       | Anders Fästader, Göran Elmquist                               | 3:22  |
| 8.  | "Dancing with Tears in My Eyes (Ultravox cover)" | Midge Ure, Billy Currie, Chris Cross, Warren Cann             | 3:36  |
| 9.  | "Don't Give Up on Love"                          | Alfonzetti, Lyander                                           | 3:46  |
| 10. | "Number One"                                     | Fästader, Elmquist                                            | 3:14  |
| 11. | "Kingdom of Heaven"                              | Samuel, Marcel Jacob                                          | 3:12  |
| 12. | "Crying"                                         | Young, Samuel                                                 | 3:54  |

## Medverkande
- Jakob Samuel - sång
- Pontus Norgren - elgitarr, bakgrundssång
- Pontus Egberg - elbas, bakgrundssång
- Christian Lundqvist - trummor

- Johan Lyander - keyboards, inspelning, mixning, produktion, arrangeringar
- Matti Alfonzetti - bakgrundssång, inspelning, mixning, produktion, arrangeringar
- Tess Merkel - sång på "Metal Will Stand Tall"
- Jonas Nerbe Samuelsson - sång på "Song for You"
- Anders Fästader - additionell bas på "Night of Passion"
- Robert Olausson - A&R
- Micke Eriksson - foton
- Fia Samuelsson - styling
- Johanna Frenne - smink
- Jennie Eiserman - omslag
- Claes Persson - mastering

## Försäljningslistor
Metal Will Stand Tall gick upp på Albumlistan den 19 maj 2006, och slogs ut den 22 september samma år.
| Position | 5 | 7 | 9 | 4 | 7 | 22 | 16 | 21 | 20 | 25 | 27 | 26 | 34 | 28 | 28 | 44 | 59 | 57 | 59 |

## Listplaceringar
| Lista (2006) | Topplacering |
| ------------ | ------------ |
| Sverige      | 4            |

### Fotnoter
1. ↑  ”Metal Will Stand Tall”. Hitparad. http://hitparad.se/showitem.asp?interpret=The+Poodles&titel=Metal+Will+Stand+Tall&cat=a. Läst 17 november 2012.